# Воронов, Василий Афанасьевич
Васи́лий Афана́сьевич Во́ронов (род. 22 апреля 1948) — русский советский писатель и журналист, главный редактор журнала «Дон» (1986—1992), председатель правления Ростовского областного отделения Союза писателей России (2006—2011), секретарь правления Союза писателей России, биограф М. А. Шолохова.

## Биография
Родился в селе Ющевка Семилукского района Воронежской области в семье крестьянина.
Учился в школе. Во время каникул освоил профессии комбайнёра и тракториста. Окончив школу, устроился работать шофёром на транспортное предприятие в селе Кашары.
Затем проходил службу в рядах Советской армии. После демобилизации, вернувшись на прежнее место работы, работал слесарем.

## Деятельность
Окончил заочное отделение Литературный институт имени А. М. Горького. Работал в районной газете «Слава труду», работал литсотрудником, заместителем главного редактора. Свои первые очерки публиковал в этой же газете, а также в газетах «Молот», «Комсомолец».
В 1973 году вступает в ряды КПСС, переходит на комсомольскую работу: в этом же году комсомольцы Кашарского района избирают его вторым секретарём райкома.
В 1974 году журнал «Дон» публикует первый рассказ Воронова «На практике».
Затем он вновь на редакторской и журналистской работе: редактор Ростовского книжного издательства, собственный корреспондент газеты «Советская культура» по Ростовской области.
Пишет рассказы, а также и повесть. Выпускает два сборника своих произведений. Одновременно продолжает писать очерки о современном селе, на производственные и экологические темы.
В 1983 году Шолохов даёт молодому писателю рекомендацию в Союз писателей СССР, и в 1984 году он был в него принят.
В 1985 году Ростиздат выпускает книгу Воронова «Юность Шолохова». Также Воронов пишет о Виталии Закруткине, Владимире Фоменко и других донских писателях.
В 1986—1992 годах Воронов был главным редактором журнала «Дон».
После распада Советского Союза и образования Союза писателей России и Союза российских писателей Воронов вошёл в первый из них. Когда умер председатель правления его Ростовской областной организации донской поэт Владимир Фролов, на место председателя был избран Воронов. С октября 2011 года является Почётным председателем ростовского регионального отделения Союза
писателей России.
В 1990-х и 2000-х годах Воронов продолжает писать, выпускает книги «Солнце играет», «Соты» и «Шолохов. Жизнь и судьба», а также роман «Постучись в богадельню». В настоящее время живёт и работает в станице Старочеркасской Ростовской области.

## Награды и премии
- Литературная премия им. Виталия Закруткина (1997[3])

## Книги
Василий Воронов написал около 17 книг прозы и публицистики, включая:
- Телеграмма. Повесть и рассказы. — Ростов-н/Д: Ростиздат, 1979.
- Курган. Рассказы. — Ростов-н/Д: Ростиздат, 1983.
- На Вёшенской земле. О родном крае М. А. Шолохова (фото Р. М. Иванова) — Ростов-н/Д: Ростиздат, 1983.
- Юность Шолохова. Страницы биографии писателя. — Ростов-н/Д: Ростиздат, 1985.
- У Лебяжьей Косы. Повести и рассказы. — М.: изд-во «Современник», 1989.
- Гений России. Страницы биографии М. А. Шолохова. — Ростов-н/Д: изд-во АО «Цветная печать», 1995.
- Соты. Новеллы (Серия «Донской рассказ») — Ростов-н/Д: МП «Книга», 1998.
- Солнце играет. Рассказы, новеллы, эссе. — Ростов-н/Д: МП «Книга», 1999.
- Шолохов: жизнь и судьба. — Ростов-н/Д: МП «Книга», 2000
- Воробьиная ночь. Повесть, рассказы. — Ростов-н/Д: Ростиздат, 2006.
- Постучись в богадельню. Роман. — Ростов-н/Д: изд-во «АКРА», 2008.
- Солнце играет. Рассказы, новеллы, эссе. — Издание дополненное и переработанное. Ростов-н/Д: «Донской писатель», 2011.

Книга Воронова «Юность Шолохова» издавалась шесть раз общим тиражом более одного миллиона экземпляров. Книга переведена на польский, болгарский и китайский языки. В 2013 году в издательстве «Ростов-книга» вышел в серии «Донская библиотека» двухтомник произведений В. Воронова для библиотек.